# Гамма Козерога
Гамма Козерога (γ Козерога, γ Cap, Nashira) — звезда-гигант в созвездии Козерога. Располагается вблизи эклиптики, вследствие чего возможны покрытия данной звезды Луной и, иногда, планетами.

## Номенклатура
Обозначение Байера для данной звезды — γ Capricorni (лат. Gamma Capricorni).
Звезда носит собственное название Nashira, произошедшее от арабского سعد ناشرة (sa’d nashirah) — «счастливая» или «приносящая хорошие вести». В 2016 году Международный астрономический союз организовал рабочую группу по именованию звёзд (англ. IAU Working Group on Star Names) с целью составления каталога и стандартизации собственных имён звёзд. 21 августа 2016 года за данной звездой было закреплено название Nashira, под таким именем звезда входит в Каталог наименований звёзд (англ. IAU Catalog of Star Names).
В китайском языке 壘壁陣 (Lěi Bì Zhèn) обозначает астеризм, состоящий из Гаммы Козерога, Каппы Козерога, Эпсилона Козерога, Дельты Козерога, Йоты Водолея, Сигмы Водолея, Лямбды Водолея, Фи Водолея, 27 Рыб, 29 Рыб, 33 Рыб и 30 Рыб. Гамма Козерога известна как 壘壁陣三 (Lěi Bì Zhèn sān).

## Свойства
Гамма Козерога является пекулярной Am-звездой, среднее значение видимой звёздной величины составляет +3,67. Звезда располагается на расстоянии около 139 световых лет от Солнца. Является переменной звездой типа α² Гончих Псов, блеск меняется на 0,03 звёздных величины.